# Super League (pallavolo maschile)
La Super League è la massima serie del campionato iraniano di pallavolo maschile: al torneo partecipano dodici squadre di club iraniane e la squadra vincitrice si fregia del titolo di campione d'Iran.

## Albo d'oro
| Dal 1975 al 1978 la competizione è denominata Pasargad Cup   |                                  |                                  |                                  |                                  |                                  |
| 1975-76 Dettagli                                             | Dokhaniat Teheran                | Persepolis Teheran               | Taj Teheran                      |                                  |                                  |
| 1976-77 Dettagli                                             | Taj Teheran                      | Persepolis Teheran               | Zob Ahan CSC                     |                                  |                                  |
| 1977-78 Dettagli                                             | Taj Teheran                      | Irana Teheran                    | Liftraksazi Tabriz VC            |                                  |                                  |
| 1979-1989                                                    | Non disputato per eventi bellici | Non disputato per eventi bellici | Non disputato per eventi bellici | Non disputato per eventi bellici | Non disputato per eventi bellici |
| Dal 1990 al 1997 la competizione è denominata First Division |                                  |                                  |                                  |                                  |                                  |
| 1990-91 Dettagli                                             | Bonyad Teheran                   | Bank Melli Teheran               | BEEM Mazandaran                  |                                  |                                  |
| 1991-92 Dettagli                                             | Bonyad Teheran                   | Bank Melli Teheran               | Bank Tejarat Teheran             |                                  |                                  |
| 1992-93 Dettagli                                             | Bank Melli Teheran               | Bank Tejarat Teheran             | Zob Ahan CSC                     |                                  |                                  |
| 1993-94 Dettagli                                             | Abgineh Qazvin VC                | Bank Melli Teheran               | Bank Tejarat Teheran             |                                  |                                  |
| 1994-95 Dettagli                                             | Fajr Sepah Teheran               | Foolad Khuzestan VC              | Rikhtehgari Tabriz               |                                  |                                  |
| 1995-96 Dettagli                                             | Fajr Sepah Teheran               | Persepolis Teheran               | Zob Ahan CSC                     |                                  |                                  |
| 1996-97 Dettagli                                             | Paykan                           | Zob Ahan CSC                     | Fajr Sepah Teheran               |                                  |                                  |
| Dal 1997 la competizione è denominata Super League           |                                  |                                  |                                  |                                  |                                  |
| 1997-98 Dettagli                                             | Paykan                           | Zob Ahan CSC                     | Abgineh Qazvin VC                |                                  |                                  |
| 1998-99 Dettagli                                             | Paykan                           | Sanam Teheran                    | Zob Ahan CSC                     |                                  |                                  |
| 1999-00 Dettagli                                             | Paykan                           | Motojen Tabriz                   | Sanam Teheran                    |                                  |                                  |
| 2000-01 Dettagli                                             | Sanam Teheran                    | Paykan                           | Aboomoslem Khorassan             |                                  |                                  |
| 2001-02 Dettagli                                             | Sanam Teheran                    | Paykan                           | PAS Teheran                      |                                  |                                  |
| 2002-03 Dettagli                                             | Paykan                           | Sanam Teheran                    | PAS Teheran                      |                                  |                                  |
| 2003-04 Dettagli                                             | Sanam Teheran                    | Paykan                           | Urmia                            |                                  |                                  |
| 2004-05 Dettagli                                             | Sanam Teheran                    | Urmia                            | Paykan                           |                                  |                                  |
| 2005-06 Dettagli                                             | Paykan                           | Saipa                            | Urmia                            |                                  |                                  |
| 2006-07 Dettagli                                             | Paykan                           | Gol Gohar SCC                    | Saipa                            |                                  |                                  |
| 2007-08 Dettagli                                             | Paykan                           | Saipa                            | Urmia                            |                                  |                                  |
| 2008-09 Dettagli                                             | Paykan                           | Saipa                            | BEEM Mazandaran                  |                                  |                                  |
| 2009-10 Dettagli                                             | Paykan                           | Saipa VC                         | Kalleh Mazandaran                |                                  |                                  |
| 2010-11 Dettagli                                             | Paykan                           | Saipa                            | Kalleh Mazandaran                |                                  |                                  |
| 2011-12 Dettagli                                             | Kalleh Mazandaran                | Saipa                            | -                                |                                  |                                  |
| 2012-13 Dettagli                                             | Kalleh Mazandaran                | Matin Varamin                    | Paykan                           |                                  |                                  |
| 2013-14 Dettagli                                             | Matin Varamin                    | Kalleh Mazandaran                | Urmia                            |                                  |                                  |
| 2014-15 Dettagli                                             | Paykan                           | Urmia                            | Shahrdari Tabriz                 |                                  |                                  |
| 2015-16 Dettagli                                             | Sarmayeh Bank                    | Paykan                           | -                                |                                  |                                  |
| 2016-17 Dettagli                                             | Sarmayeh Bank                    | Paykan                           | Urmia                            |                                  |                                  |

## Palmarès
| Squadra            | Titolo | Stagione |
| ------------------ | ------ | --- |
| Paykan             | 12     | 1996-97, 1997-1998, 1998-99, 1999-00, 2002-03, 2005-06, 2006-07, 2007-08, 2008-09, 2009-10, 2010-11, 2014-15 |
| Sanam Teheran      | 4      | 2000-01, 2001-02, 2003-04, 2004-05                                                                           |
| Taj Teheran        | 2      | 1976-77, 1977-78                                                                                             |
| Bonyad Teheran     | 2      | 1990-91, 1991-92                                                                                             |
| Fajr Sepah Teheran | 2      | 1994-95, 1995-96                                                                                             |
| Kalleh Mazandaran  | 2      | 2011-12, 2012-13                                                                                             |
| Sarmayeh Bank      | 2      | 2015-16, 2016-17                                                                                             |
| Dokhaniat Teheran  | 1      | 1975-76 |
| Bank Melli Teheran | 1      | 1992-93 |
| Abgineh Qazvin VC  | 1      | 1993-94 |
| Matin Varamin      | 1      | 2013-14 |